# 은하진화탐사선
은하진화탐사선(Galaxy Evolution Explorer), 약칭 갈랙스(GALEX)는 2003년 4월 발사된 자외선 우주망원경이다. NASA 및 세계의 여러 대학과 연구소의 공동 프로젝트를 위해 제작되었으며, 대한민국에서는 연세대학교 천문우주학과가 프로젝트에 참여하였다.

## 갤러리

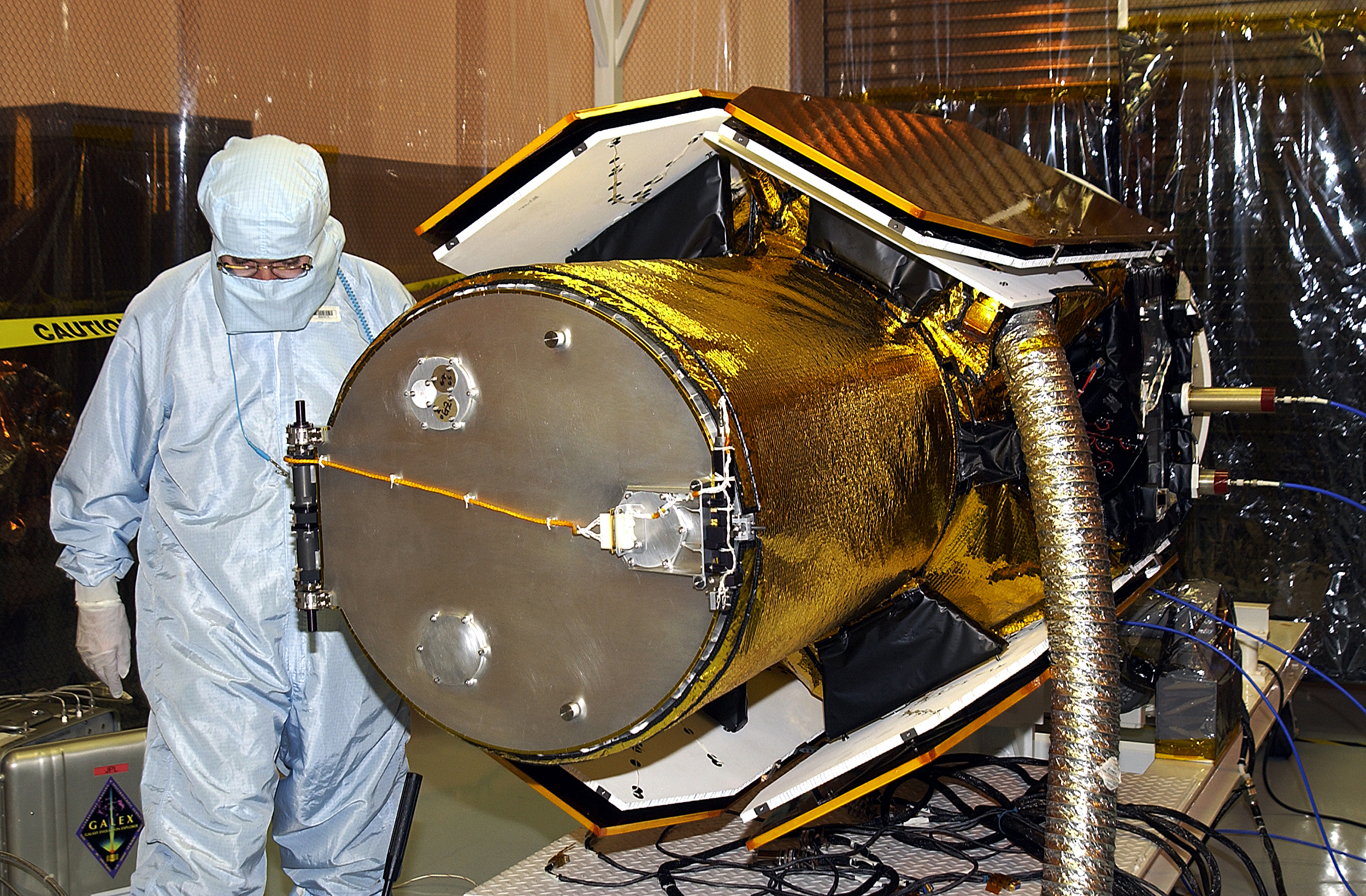
발사 전 테스트
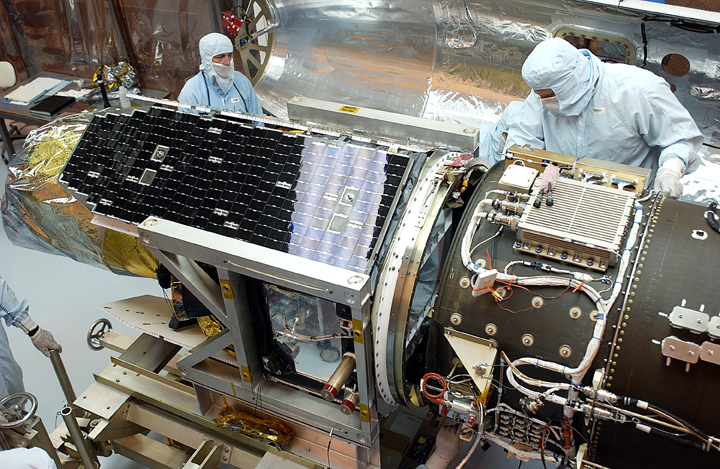
페가소스 XL 로켓에 장착된 갈렉스
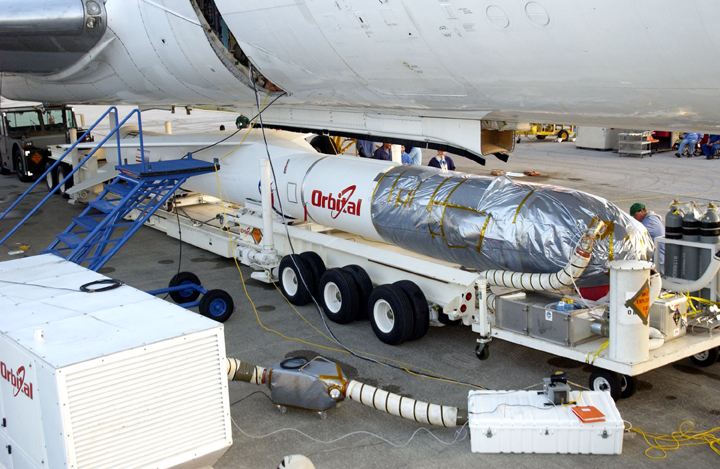
L-1011 트리스타에 부착된 페가소스 XL
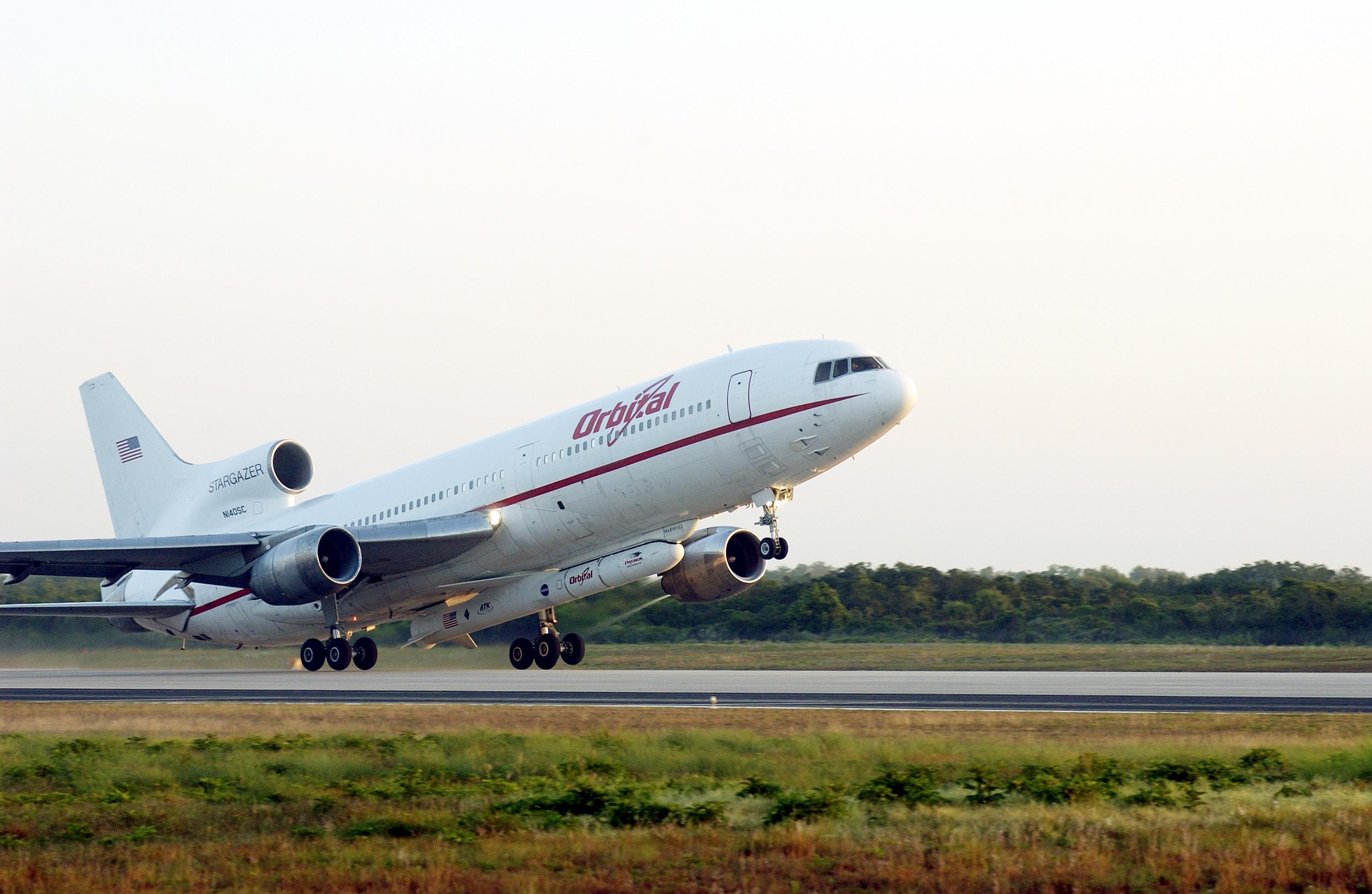
L-1011 트리스타로 이륙하는 갈렉스

## 같이 보기
- 페가수스 로켓
- 우주 망원경
- 자외선천문학
- 아레시보 천문대